# Hjärthalla
Hjärthalla är ett naturreservat i Sölvesborgs kommun i Blekinge län.

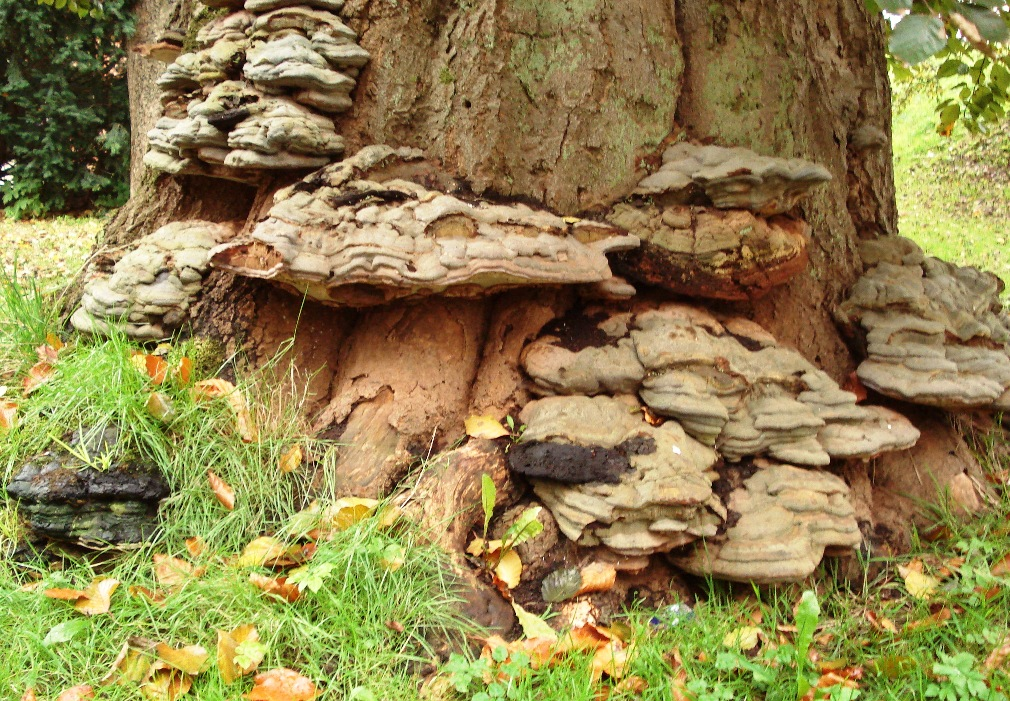
Svampen Hartsticka

Hjärthallaberget höjer sig över omgivande Listerlandets slättland. Reservatet domineras av ädellövskog med mest bok. Död ved är viktig för många insekter. På våren blommar blåsippor och gulsippor. Den hotade svampen hartsticka har hittats i området. I sumpskogen har man funnit långbensgrodan. Det finns även buskmarker. Reservatet ligger på tidigare utmarker som nyttjats till kreatursbete, ved- och virkesuttag och för odlingar. Fägator, stenmurar och odlingsrösen förekommer och vittnar om äldre tiders brukande..
Inom reservatet finns en stenåldersboplats från tidig bondestenålder, cirka 2400 f.Kr. På bergets topp finns en stensättning från bronsåldern eller tidiga järnåldern, cirka 500 f Kr.
Reservatet bildades 2007 och omfattar 91 hektar. Området är naturskönt och strövvänligt beläget på södra delen Listerlandet. En stig leder upp till toppen Hjärthalla 60 meter över havet.